# Heinrich Otto Wieland
Heinrich Otto Wieland (Pforzheim, 4 juni 1877 – München, 5 augustus 1957) was een Duits scheikundige. Hij kreeg in 1927 de Nobelprijs voor de Scheikunde voor zijn onderzoek naar galzuren. Na de invoering van de Rassenwetten van Neurenberg probeerde Wieland met succes mensen, vooral joodse Duitsers, te beschermen.

## Biografie
Wieland werd geboren in Pforzheim als zoon van de farmaceutische scheikundige Theodor Wieland (1846-1928) en Elise Blom. Heinrich studeerde aan de universiteiten van München (1896), Berlijn (1897) en Stuttgart (1898). In 1899 keerde hij terug naar München, waar hij twee jaar later promoveerde onder Johannes Thiele in het laboratorium van Adolf von Baeyer. In 1904 behaalde hij zijn habilitatie.
Van 1907 tot 1913 was hij werkzaam bij Boehringer Ingelheim GmbH. Aansluitend was hij van 1913 tot 1921 docent en vanaf 1917 hoogleraar aan de Technische Universiteit van München. Tussen 1917-1918 verbleef hij in Berlijn, waar hij in dienst van het Kaiser Wilhelm Instituut (KWI) oorlogsgerelateerd onderzoek verrichtte voor Fritz Haber.
In 1921 ging Wieland naar de Universiteit van Freiburg als opvolger van Ludwig Gattermann. Vier jaar later volgde hij Richard Willstätter op als hoogleraar aan de Universiteit van München, die Wieland persoonlijk voor deze positie had aanbevolen. Rond die tijd werd Wieland gezien als een wereldleider in de organische scheikunde, en bleef hij in München tot aan zijn pensionering in 1950. Hij toonde weinig aanzien voor de nazi-regering en maakte daar ook geen geheim van. Hij beschermde joodse medewerkers in laboratorium en in 1944 getuigde hij uit naam van studenten die beschuldigd werden wegens verraad.
Wieland huwde in 1908 Josephine Bartmann. Al hun drie zonen werden wetenschappers: Wolfgang werd een farmaceutisch scheikundige, Theodor werd hoogleraar scheikunde en Otto werd hoogleraar medicijnen. Hun enige dochter, Eva, huwde Feodor Lynen, hoogleraar biochemie in München die in 1964 de Nobelprijs won.
In 1955 was hij de eerste winnaar van de Otto-Hahn-Preis für Chemie und Physik, die hij moest delen met Lise Meitner.

## Werk
Wieland was in eerste instantie met name geïnteresseerd in organische stikstofverbindingen, een onderwerp waarover hij zo'n honderd artikelen publiceerde, wat een prestatie op zich was. Vervolgens kreeg hij belangstelling voor natuurlijke stoffen, vooral voor zware vergiften. Hij deed onder ander onderzoek naar morfine, strychnine en curare.
Bekend werd Wieland door zijn onderzoek naar galzuur, werk waarvoor hij in 1927 de Nobelprijs kreeg. Hoewel galzuur begin negentiende eeuw was geïsoleerd, was de chemische structuur onbekend totdat Wieland er een studie naar begon. In 1911 toonde hij aan dat drie belangrijke ingrediënten in de lever (cholzuur, deoxycholzuur en lithocholzuur) chemisch gelijk aan elkaar zijn en alle drie steroïden zijn. Later werd ontdekt dat steroïden ook voorkomen in sekshormonen, adrenalinehormonen, digitalis en paddenstoelgif.
Daarnaast leverde hij de theorie dat oxidatie in levende weefsels wordt veroorzaakt door dehydrogenering, waarbij waterstofatomen aan moleculen worden onttrokken, in plaats van het toevoegen van zuurstofatomen. In 1941 wist hij alfa-amanitine te isoleren, de gifstof die de giftige paddenstoel Amanita phalloides (groene knolamaniet) zo dodelijk maakt.
1901: Van 't Hoff ·
1902: E. Fischer ·
1903: Arrhenius ·
1904: Ramsay ·
1905: Baeyer ·
1906: Moissan ·
1907: Buchner ·
1908: Rutherford ·
1909: Ostwald ·
1910: Wallach ·
1911: Curie ·
1912: Grignard, Sabatier ·
1913: Werner ·
1914: Richards ·
1915: Willstätter ·
1918: Haber ·
1920: Nernst ·
1921: Soddy ·
1922: Aston ·
1923: Pregl ·
1925: Zsigmondy ·
1926: Svedberg ·
1927: Wieland ·
1928: Windaus ·
1929: Harden, Euler-Chelpin ·
1930: H. Fischer · 
1931: Bosch, Bergius ·
1932: Langmuir ·
1934: Urey ·
1935: F. Joliot-Curie, I. Joliot-Curie ·
1936: Debye ·
1937: Haworth, Karrer ·
1938: Kuhn ·
1939: Butenandt, Ružička ·
1943: Hevesy · 
1944: Hahn ·
1945: Virtanen ·
1946: Sumner, Northrop, Stanley ·
1947: Robinson · 
1948: Tiselius · 
1949: Giauque ·
1950: Diels, Alder ·
1951: McMillan, Seaborg ·
1952: Martin, Synge ·
1953: Staudinger ·
1954: Pauling ·
1955: Vigneaud ·
1956: Hinshelwood, Semjonov ·
1957: Todd ·
1958: Sanger ·
1959: Heyrovský ·
1960: Libby ·
1961: Calvin ·
1962: Perutz, Kendrew ·
1963: Ziegler, Natta ·
1964: Hodgkin ·
1965: Woodward ·
1966: Mulliken ·
1967: Eigen, Norrish, Porter ·
1968: Onsager ·
1969: Barton, Hassel ·
1970: Leloir ·
1971: Herzberg ·
1972: Anfinsen, Moore, Stein · 
1973: E.O. Fischer, Wilkinson · 
1974: Flory ·
1975: Cornforth, Prelog ·
1976: Lipscomb ·
1977: Prigogine · 
1978: Mitchell ·
1979: Brown, Wittig ·
1980: Berg, Gilbert, Sanger ·
1981: Fukui, Hoffmann ·
1982: Klug ·
1983: Taube ·
1984: Merrifield ·
1985: Hauptman, Karle ·
1986: Herschbach, Lee, Polanyi ·
1987: Cram, Lehn, Pedersen ·
1988: Deisenhofer, Huber, Michel ·
1989: Altman, Cech ·
1990: Corey ·
1991: Ernst ·
1992: Marcus ·
1993: Mullis, Smith ·
1994: Olah ·
1995: Crutzen, Molina, Rowland ·
1996: Curl, Kroto, Smalley ·
1997: Boyer, Walker, Skou ·
1998: Kohn, Pople ·
1999: Zewail ·
2000: Heeger, MacDiarmid, Shirakawa ·
2001: Knowles, Noyori, Sharpless ·
2002: Fenn, Tanaka, Wüthrich ·
2003: Agre, MacKinnon ·
2004: Ciechanover, Hershko, Rose ·
2005: Grubbs, Schrock, Chauvin ·
2006: Kornberg ·
2007: Ertl ·
2008: Shimomura, Chalfie, Tsien ·
2009: Steitz, Yonath, Ramakrishnan ·
2010: Heck, Negishi, Suzuki ·
2011: Shechtman ·
2012: Kobilka, Lefkowitz ·
2013: Karplus, Levitt, Warshel ·
2014: Betzig, Hell, Moerner ·
2015: Lindahl, Modrich, Sancar ·
2016: Sauvage, Stoddart, Feringa ·
2017: Dubochet, Frank, Henderson · 
2018: Arnold, Winter, Smith ·   
2019: Goodenough, Whittingham, Yoshino ·
2020: Charpentier, Doudna ·
2021: List, MacMillan ·
2022: Bertozzi, Meldal, Sharpless ·
2023: Bawendi, Brus, Jekimov ·
2024: Baker, Hassabis, Jumper